# قانون الحظر لعام 1947
Verbotsgesetz 1947 ( قانون الحظر لعام 1947 )، اختصار VerbotsG، هو قانون دستوري نمساوي تم تمريره في 8 مايو 1945،  والذي حظر الحزب النازي وقدم الأسس القانونية لعملية اجتثاث النازية في النمسا، وكذلك بهدف قمع أي إحياء محتمل للنازية.
أصبحت النسخة الحالية قابلة للتطبيق في 18 فبراير 1947. يحظر القانون، الذي تم تحديثه في عام 1992، إنكار الهولوكوست وكذلك التقليل المتعمد من أي فظائع نازية. قبل عام 1992، كانت بعض المحاكم قد فسرت حملة القمع على إحياء الأيديولوجية النازية على أنها تحظر إنكار المحرقة على وجه الخصوص، ولكن نظرًا لأن القانون لم يحظر صراحة مثل هذا الإنكار، كان هناك جدل كبير حول هذا الأمر حتى التعديل. 

## نص القانون
وفقا للمادة الأولى VerbotsG، تم حل الحزب النازي ومنظماته شبه العسكرية مثل شوتزشتافل، كتيبة العاصفة، الفيلق الاشتراكي الوطني الالي وفيلق الاشتراكيين الوطنيين، وكذلك جميع الجمعيات المنتسبة؛ أي إعادة هيكلة ممنوع. لدعم الحظر، فإن Verbotsgesetz نفسها، على الرغم من القانون الدستوري، يتضمن العديد من الأحكام الجزائية التي تصنف أي فعل (إعادة) المشاركة في الأنشطة الاشتراكية الوطنية ( Wiederbetätigung ) كجريمة يعاقب عليها القانون. القسم 3 ح VerbotsG المدرجة في عام 1992 ينص على أن
أي شخص في عمل مطبوع أو على البث أو في أي وسائط أخرى، 

 أو أي شخص بطريقة علنية في مسألة تجعله في متناول العديد من الناس، 

 ينكر أو يقلل أو يتغاضى عن أو يحاول تبرير الإبادة الجماعية النازية أو الجرائم النازية الأخرى ضد الإنسانية
يعاقب بالسجن لمدة تصل إلى عشر سنوات، في حالة الخطورة الخاصة للجاني أو الخطوبة حتى عشرين سنة. يجب أن تحاكم جميع القضايا من قبل هيئة محلفين. 
تم إلغاء الأحكام المتعلقة بالفساد في النمسا من خلال عفو عام 1957. تم حظر الأعضاء السابقين في المنظمات النازية من الانتخابات التشريعية لعام 1945. ألغيت عقوبة الإعدام الأولية في عام 1950.

## تطبيق
في عام 1985، قضت المحكمة الدستورية النمساوية بأن اللوائح المتبقية قابلة للتطبيق مباشرة في النظام القانوني للبلاد، ملزمة لكل محكمة وكل وكالة إدارية في النمسا. بعد تعديل عام 1992، ذكرت المحكمة العليا النمساوية أن أي منطق أو حجة تتعلق بالإبادة الجماعية النازية والجرائم النازية ضد الإنسانية ليست دليلاً مقبولاً.
حتى اليوم، تصدر المحاكم النمساوية العديد من الأحكام على أساس Verbotsgesetz، وأبرزها إدانة ديفيد ايرفينغ في فيينا Landesgericht für Strafsachen في 20 فبراير 2006.

## روابط خارجية
- Verbotsgesetz 1947 باللغة الألمانية, current version of the legal text, offered by the Rechtsinformationssystem (Legal Information System) of the Austrian Bundeskanzleramt (Federal Chancellery)
- Verbotsgesetz 1947 (Prohibition Act 1947) باللغة الإنجليزية, English translation of the legal text, offered by the Rechtsinformationssystem (Legal Information System) of the Austrian Bundeskanzleramt (Federal Chancellery)
- Christian Anderle, Learning from Sophie Scholl, Why Austria’s anti-Nazi Legislation Ought to Be Amended, June 16, 2014. Brief History and Legal Critique of the Prohibition Act 1947. Published on October 4, 2015.